# ラグビー・ユナイテッド・ニューヨーク
ラグビー・ユナイテッド・ニューヨーク(Rugby United New York)は、かつてアメリカ合衆国・ニューヨーク州ブルックリンに本拠地を置いていたラグビーユニオンクラブである。2023年解散。

## 歴史
2018年創設。
2019年シーズンからメジャーリーグラグビーに加入。
2023年、資金不足により解散した。

## タイトル
- メジャーリーグラグビー- 2022 (1回)

## スコッド
- ディラン・フォーシット (主将・アメリカ代表)
- ネイト・ブレイクリー(アメリカ代表)
- ハミッシュ・ダルゼル
- カラ・プライアー
- ジェイソン・エメリー
- アンドリュー・コー(カナダ代表)
- エド・フィドウ(サモア代表)

## 歴代所属選手
- ジョン・クィル(アメリカ代表)
- マチュー・バスタロー(フランス代表)
- シーマス・ケリー(アメリカ代表)
- サカリア・タウラフォ(サモア代表)
- サム・タワケ(フィジー代表)
- ニック・チヴェッタ(アメリカ代表)
- ハンコ・ジャーミスハイス(アメリカ代表)
- チャンス・ウェングレウスキー(アメリカ代表)
- アンドリュー・エリス(ニュージーランド代表)
- ベン・フォデン(イングランド代表)
- ウィルトン・レボロ(ブラジル代表)
- ロバート・イリメスク(ルーマニア代表)
- コルマック・ダリー